# أتيلا (أوبرا)
أتيلا هي أوبرا تتكون من مقدمة وثلاثة فصول، كتبها جوزيبي فيردي عن نصٍ إيطالي كتبه تيمستوكلي سوليرا، والنص مستوحى بدوره من مسرحية "أتيلا، ملك الهون" (1809) لمؤلفها زاكارياس فيرنر. عُرضت الأوبرا لأول مرة في لا فينيس بالبندقية في 17 مارس 1846.
الفصل الثاني من مسرحية الآريا لإيزيو وهو بعنوان "لقد ألقي نصيبي، وأنا مستعد لأي حرب) هو مثال جيد على أسلوب فيري المميز، وقد حقق شهرةً في وقته مع الجماهير في ظل اعتماد الملك فرديناند الثاني دستوراً ليبرالياً. أشادت تعليقات معاصرة أخرى بالعمل باعتباره مناسبًا "للتثقيف السياسي للشعب"، بينما انتقد آخرون الأوبرا على النقيض من ذلك باعتبارها "توتونية" بطبيعتها.